# Rogue Elk
Rogue Elk az Amerikai Egyesült Államok északnyugati részén, Oregon állam Jackson megyéjében, az Oregon Route 62 mentén elhelyezkedő önkormányzat nélküli település.
Itt található a Rogue Elk-i Megyei Park.

## Fordítás
- Ez a szócikk részben vagy egészben  a   Rogue Elk, Oregon című angol Wikipédia-szócikk ezen változatának fordításán alapul.  Az eredeti cikk szerkesztőit annak laptörténete sorolja fel. Ez a jelzés csupán a megfogalmazás eredetét és a szerzői jogokat jelzi, nem szolgál a cikkben szereplő információk forrásmegjelöléseként.